# Divine Intervention
Divine Intervention je album americké thrashmetalové kapely Slayer. Album bylo vydáno 3. října 1994 pod značkou American Records (dříve Def American Records). Je to první album kapely s bubeníkem Paulem Bostaphem. Album se umístilo na 8. místě žebříčku Billboard 200.

## Seznam skladeb
1. "Killing Fields" (music: King; lyrics: Araya) – 3:57
2. "Sex. Murder. Art." (music: King; lyrics: Araya) – 1:50
3. "Fictional Reality" (music & lyrics: King) – 3:38
4. "Dittohead" (music & lyrics: King) – 2:31
5. "Divine Intervention" (music: Hanneman/King; lyrics: Araya/Bostaph/Hanneman/King) – 5:33
6. "Circle of Beliefs" (music & lyrics: King) – 4:30
7. "SS-3" (music: Hanneman/King; lyrics: Hanneman) – 4:07
8. "Serenity in Murder" (music: Hanneman/King; lyrics: Araya) – 2:36
9. "213" (music: Hanneman; lyrics: Araya) – 4:52
10. "Mind Control" (music: Hanneman/King; lyrics: Araya/King) – 3:04

## Sestava
- Tom Araya – baskytara, zpěv
- Jeff Hanneman – kytara
- Kerry King – kytara
- Paul Bostaph – bicí